# プレテック
プレテック株式会社（PRETEC Co.,Ltd）は、兵庫県神戸市東灘区に本社を置く企業で、自動車関連部品の金型と製造のプレス加工・建築用具関連の製造を目的としている株式会社である。

## 概要
「いいものをつくりたいんや!」をキャッチフレーズにしており、兵庫県神戸市東灘区にある自動車関連部品会社である。
創業は1919年であり、当初は多田鉄工所として創られ、1982年から自動車関連部品工場として稼働し、1988年に現在の名称になった。
主な事業はプレス加工で自動車部品を製造している。
他には兵庫県が指定する障害者就労応援企業に登録されており、三木工場では三木精愛園の一つの事業である就労以降支援事業の就労生の指定実習場所・特別支援学校の職場実習先であり、障害者施設の受注を行っている。  

## 沿革
- 1919年（大正8年）9月 - 神戸市中央区で創業する。[2]
- 1949年（昭和24年）4月 - 多田鉄工所として創業する。[2]
- 1968年（昭和32年）11月 - 現在の場所に本社を移転する。[2]
- 1960年（昭和35年）4月19日 - 設立する。[6]
- 1979年（昭和54年）11月 - 三木工場が操業する。[2]
- 1988年（昭和63年）8月 - プレテック株式会社に社名変更する。[2]
- 2011年（平成23年）6月 - インドネシア法人を設立する。[2]
- 2012年（平成24年）11月6日 - 神戸発・優れた技術に認定される。[6][1]

## 所在地
本社
- 兵庫県神戸市東灘区魚崎浜町27番地8号[7]

三木工場

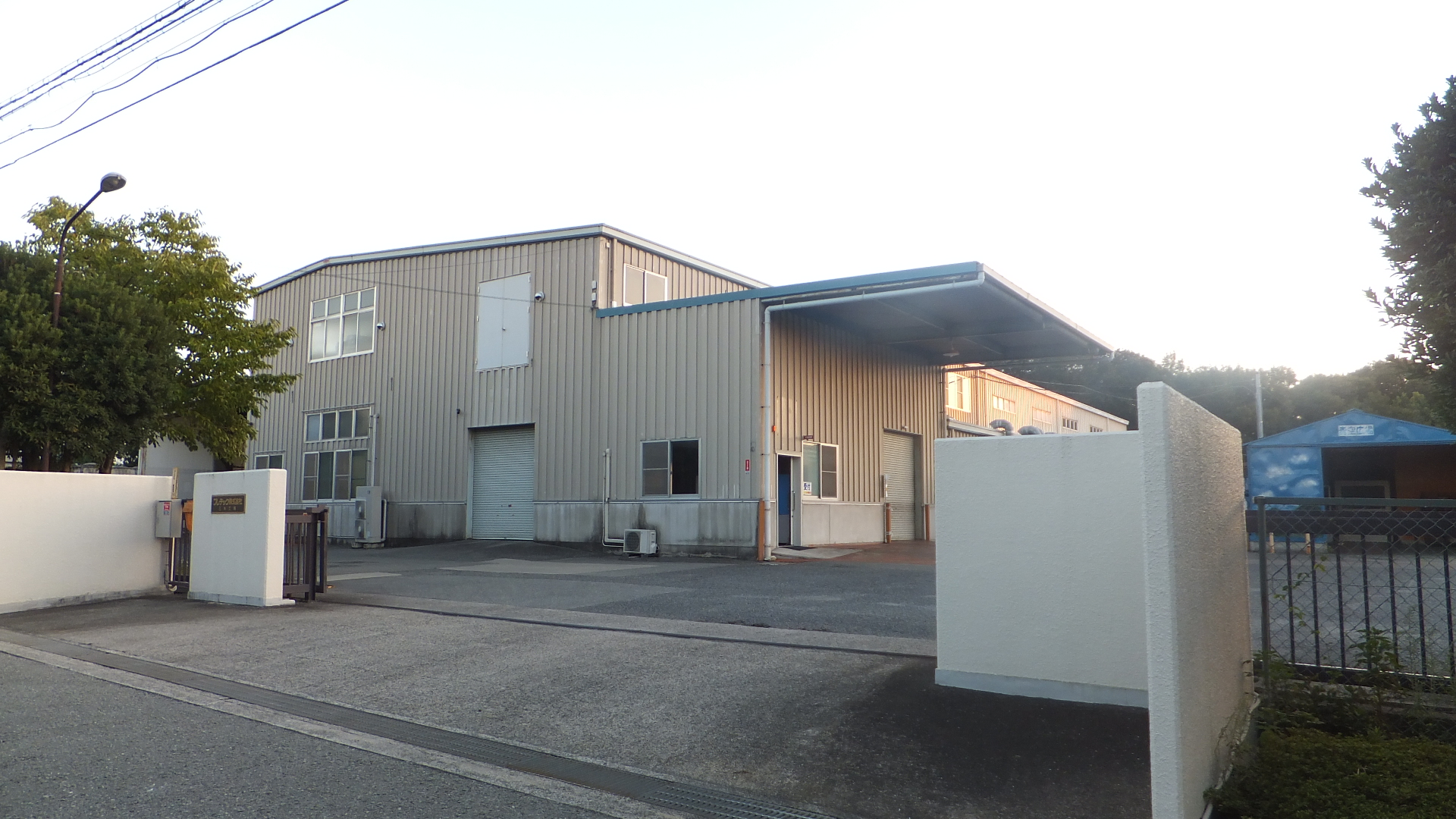
プレテック三木工場

- 兵庫県三木市別所町巴18番地（三木工場公園内）[7]

インドネシア法人（PT.PRETEC INDONESIA）

## 事業

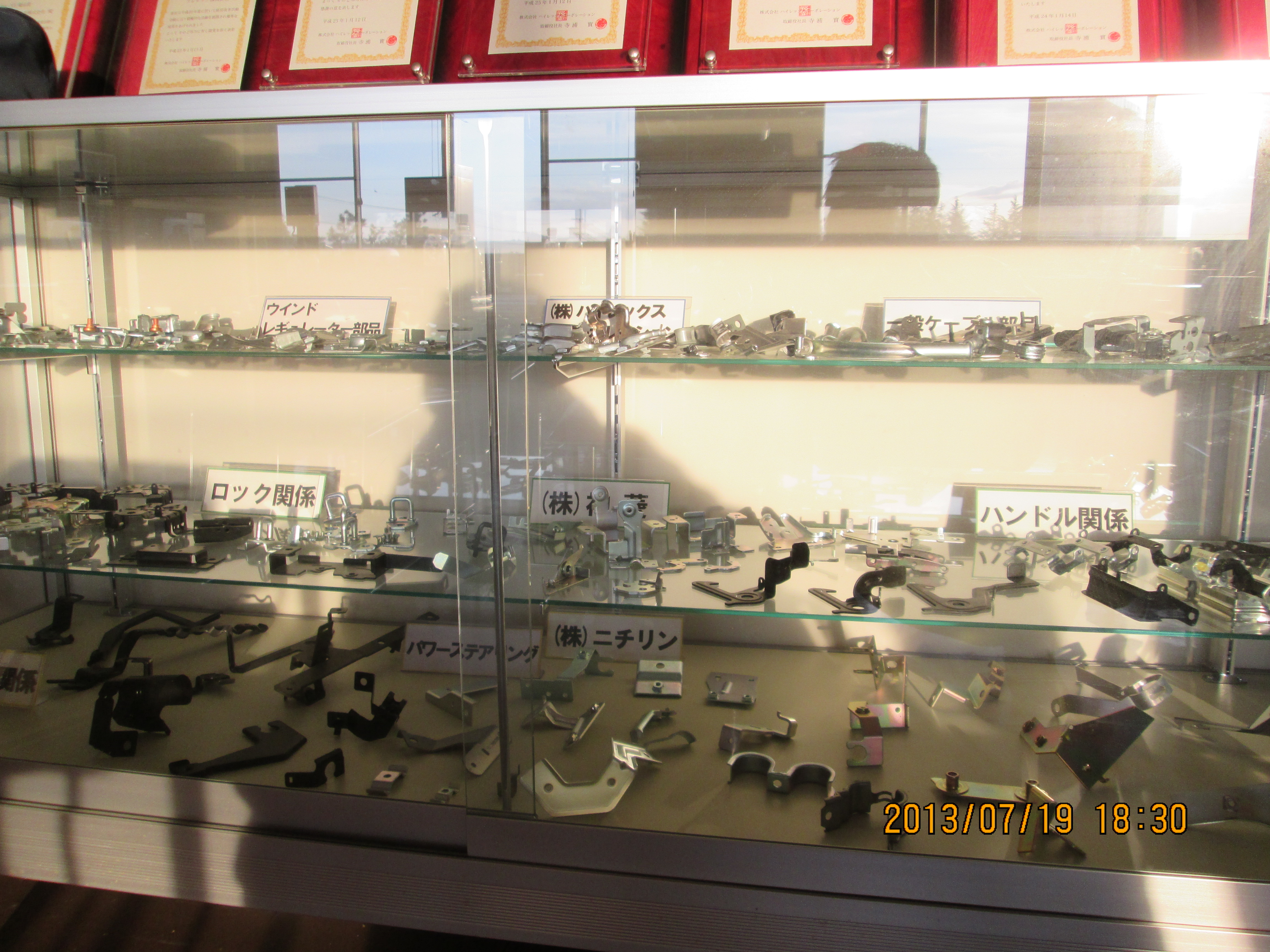
当社で製造されている自動車部品関連部品

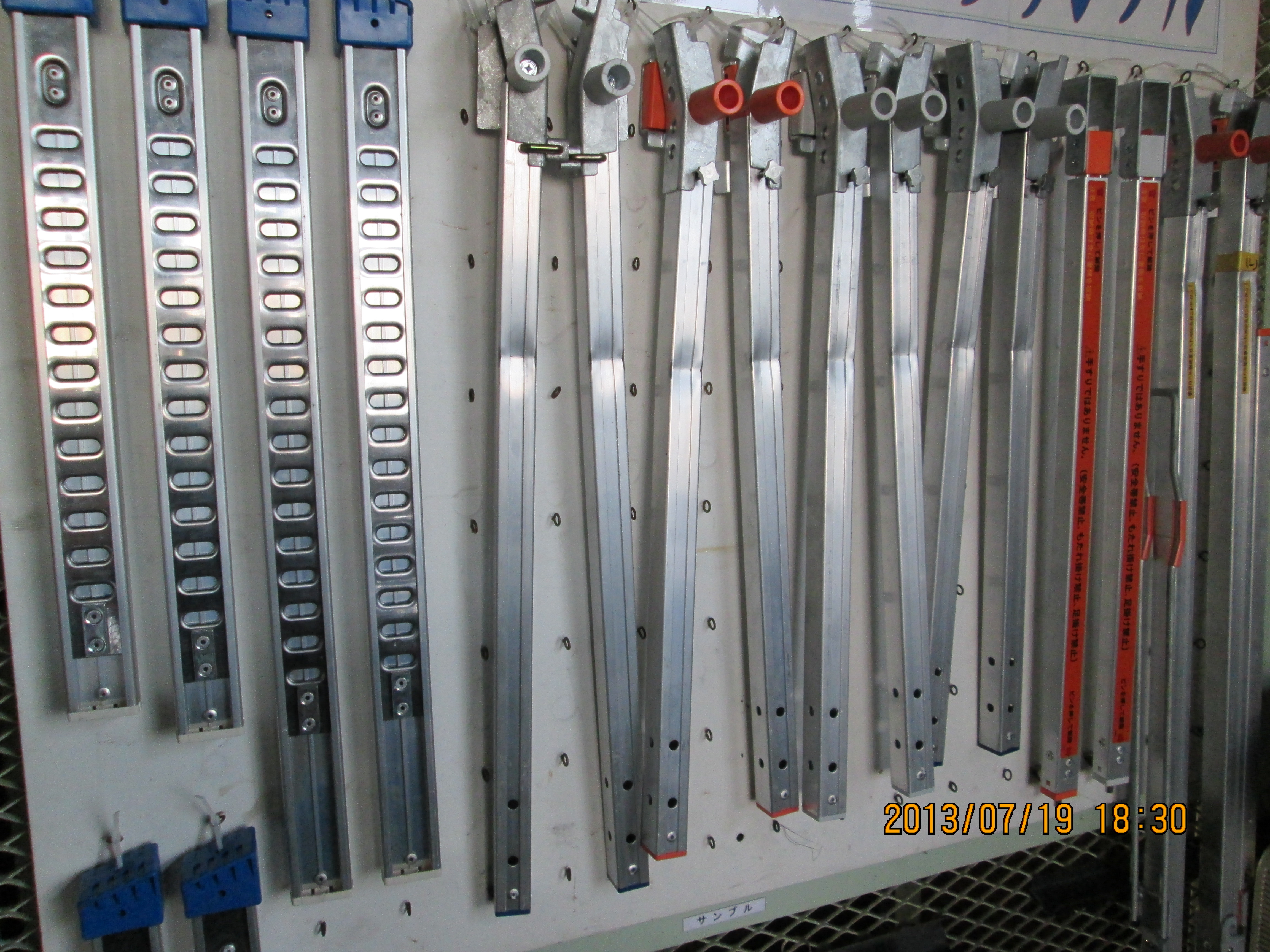
当社で製造されている建築用具関連

### 現行事業
- 自動車部品関連部品（1982年10月 - ）
- 建築用具関連（2012年6月 - ）

### 過去に行ってきた事業
- 自転車部品

## 取引先

### 主要関係先
| 事業           | 事業所名                     | 取引時期                   |
| -------------- | ---------------------------- | -------------------------- |
| 自動車部品関連 | ハイレックスコーポレーション | 1982年（昭和57年）10月 -   |
| 自動車部品関連 | 神菱                         | 1990年（平成2年）7月 -     |
| 自動車部品関連 | ニチリン                     | 1992年（平成4年）10月 -    |
| 自動車部品関連 | 大西製作所                   | 不明                       |
| 自動車部品関連 | ダイハツ工業                 | 2013年（平成25年）6月1日 - |
| 建築用具関連   | アルインコ                   | 2012年（平成24年） 6月 -   |

### パンフレット
- 神戸市参考振興局 編『KOBE E-TIPS 2013 WINTER』（初版第1刷）神戸市参考振興局、2013年1月17日。